# Painters Painting
Painters Painting è un documentario del 1973 diretto da Emile de Antonio e basato sul movimento pittorico astrattista.